# Rumelija
Rumelija (tur. Vilayet Rumeli, u značenju "Zemlja Romeja", bug. Румелия) - ime koje se od 15. stoljeća koristilo u Osmanskom Carstvu za njegov zapadni (balkanski) dio, u odnosu na istočni (anatolski) dio.
Ovo ime potječe iz vremena Bizanta, kojeg su na Balkanu smijenile Osmanlije i dijelom preuzele njegovo nasljeđe. Budući da, od oko 1350. godine, Bizantinci (Grci, Romeji) nisu više vladali Anadolijom, Turci su ostatak Bizanta u Europi nazivali "Rum ili". U europskim jezicima je ovaj termin postao Rumelija.
Turska uprava je do 1864., pod Rumelijom smatrala sve svoje europske posjede, izuzev Bosne, Mađarske i Moreje. U razdoblju 1864. – 1878., srpsko područje oko Niša, sjeverna Bugarska (od Vidina do Varne) i rumunjska Dobrudža pripadali su Vilajetu Tuna (Dunav).
Istočna Rumelija (južna Bugarska) je 1878. postala autonomna i ujedinila se s Bugarskom 1885.